# Veresegyházi asszonykórus
A Veresegyházi asszonykórus (rövidítve: VAK) egy 1980-as években alapított vokális népi együttes volt.
A Z’Zi Labor együttessel közösen 1986-ban előadott közös produkciójukkal, a Honky Tonk Woman című Rolling Stones sláger feldolgozásával a rendszerváltást követően országos hírnévre tettek szert. Az dal szélesebb körben ismertté tette Veresegyház városát. A mára klasszikussá vált videóklipben szereplő felállás már nem létezik, de továbbra is működik a településen egy Hagyományőrző Népi Együttes (40-50 fővel), amely a régi hagyományok megőrzésével foglalkozik.
Született velük kapcsolatban egy – nem éppen hízelgő – vicc is, amely Pajer Róbert Ördög vigye (1992) című filmjében is felhangzik: Kérdés: „Száz lába van és hét foga. Mi az?” Válasz: „A veresegyházi asszonykórus.”